# Mogens Danholt
Mogens Danholt (født 18. november 1910, død ukendt) var en cykelrytter fra Danmark. Hans foretrukne disciplin var banecykling, og var aktiv fra 1932 til 1943. 
Ved det andet Københavns seksdagesløb i historien blev Danholt i 1934 nummer to sammen med makker Adolphe Charlier.